# 10 Bootis
10 Bootis, som är stjärnans Flamsteed-beteckning, är en ensam stjärna i den västra delen av stjärnbilden Björnvaktaren. Den har en skenbar magnitud på ca 5,76 och är svagt synlig för blotta ögat där ljusföroreningar ej förekommer. Baserat på parallaxmätning inom Hipparcosuppdraget på ca 6,2 mas, beräknas den befinna sig på ett avstånd på ca 472 ljusår (ca 145 parsek) från solen. Stjärnan rör sig bort från solen med en heliocentrisk radiell hastighet av ca 6 km/s. På det beräknade avståndet minskar stjärnans skenbara magnitud med 0,17 enheter genom en skymningsfaktor orsakad av interstellärt stoft.

## Egenskaper
10 Bootis är en vit till blåvit stjärna i huvudserien av spektralklass A0 Vs, där ’s’-suffixet anger skarpa absorptionslinjer i dess spektrum. Den har en massa som är ca 2,9 gånger solens massa, en radie som är ca 2,7 gånger större än solens och utsänder ca 102 gånger mera energi än solen från dess fotosfär vid en effektiv temperatur på ca 9 400 K.
10 Bootis är en misstänkt astrometrisk dubbelstjärna.